# Arnt Ove Grønbech
Arnt Ove Grønbech (ur. 26 października 1978), znany również jako Obsidian Claw oraz A.O. Grønbech – norweski muzyk, kompozytor, wokalista i multiinstrumentalista. Arnt Ove Grønbech znany jest przede wszystkim z wieloletnich występów w formacji Keep of Kalessin, której był współzałożycielem. Wraz z zespołem był dwukrotnie nominowany do nagrody norweskiego przemysłu muzycznego - Spellemannprisen. W latach 2002–2007 był członkiem koncertowego składu zespołu Satyricon. Wystąpił także na debiutanckim albumie grupy Ex Deo zatytułowanym Romulus.
W 2004 roku nieznany mężczyzna rozbił butelkę na twarzy muzyka podczas Inferno Metal Festival w Oslo w Norwegii. Po wniesionym przez Grønbecha oskarżeniu mężczyzna został uznany winnym i skazany na cztery miesiące pozbawienia wolności, a także zobowiązany do wypłacenia 130 tys. koron norweskich (około 20 tys. dolarów amerykańskich) na rzecz muzyka. Również w 2004 roku Arnt Ove Grønbech i Steinar Gundersen, wówczas obaj występujący w zespole Satyricon, zostali oskarżeni o zgwałcenie jednej z fanek po koncercie w Toronto, w Kanadzie. Zatrzymani muzycy opuścili więzienie po wpłaceniu 50 tys. dolarów kanadyjskich kaucji każdy. Ostatecznie oskarżenie wobec muzyków zostało odsunięte.